# Stora Iglekärr, Västergötland
Stora Iglekärr är en sjö i Ale kommun i Västergötland och ingår i Göta älvs huvudavrinningsområde. Sjön ligger öster om Skepplanda i Iglekärrs naturreservat i vildmarksområdet Risveden och avvattnas av Ryks bäck som rinner ut i Grönån strax sydväst om byn Ryk..